# Bivibranchia bimaculata
Bivibranchia bimaculata es una especie de peces de la familia Hemiodontidae en el orden de los Characiformes.

## Morfología
Los machos pueden llegar alcanzar los 12,9 cm de longitud total.

## Reproducción
Es ovíparo.

## Hábitat
Es un pez de agua dulce y de  clima tropical.

## Distribución geográfica
Se encuentran en Sudamérica:  cuencas de los ríos  Corentín,  Surinam y  Maroni.